# Maya Indijanci
 Ovo je glavno značenje pojma Maya Indijanci. Za druga značenja pogledajte Maya Indijanci (razdvojba).
Maya ili Maja, jedan od najciviliziranijih indijanskih naroda domorodačke Amerike nastanjen na poluotoku Yucatán u Meksiku, Hondurasu, Salvadoru i Belizeu, te susjednoj Gvatemali. Danas broje oko 2.000.000 pripadnika. Civilizacija Maja je većinom propala do dolaska konkvistadora početkom 16. stoljeća, a njihove moćne gradove progutala je džungla.

## Ime
Ime maya nastalo je iz riječi maiam, čije značenje nije poznato, a navodno označava ime njihove zemlje (de Landa 1579: 2). vidi  Arhivirana inačica izvorne stranice od 21. rujna 2006. (Wayback Machine)/

## Jezik
Jezik Maja pripada jezičnoj porodici majan (španj. mayense; eng. Mayan) a njime se govorilo najmanje 3.000 godina u područjima gdje je ovaj narod izgradio svoju kulturu. Od drevnog jezika maya do danas razvilo više srodnih jezika kojima se služe njihovi potomci Yucatec Maya, Mopán, Lacandon  Arhivirana inačica izvorne stranice od 18. svibnja 2006. (Wayback Machine), Itzá, Cruzob i Icaiche.
Današnji Maye govore modernim maya jezikom koji se izravno razvio iz drevnog proto-majanskog jezika (Nab'ee Maya' Tzij).

## Plemena Maja
Pravi Maje dijele se na šest plemena, to su:
- Maya (Yucatec),
- Mopán,
- Lacandon,
- Itzá,
- Cruzob,
- Icaiche.

Sve ostale grupe čine posebne skupine unutar majanske porodice i ne pripadaju u prave Maje; to su: Huastec, Chicomucelteco,  Tzeltal, Tzotzil, Chol, Chontal, Chorti,  Tojolabal ili Chañabal,  Chuje, Kanjobal, Akatek,  Jacaltec,  Motozintlec, Tuzantec,  Mame,  Teco ili Tectiteco,  Aguacatec,  Ixil, Kekchi, Pokonchi, Pokomam, Quiche, Cakchiquel, Tzutuhil, Uspantec, Acalanes, Acalaes, Quehache, i još neki.

## Povijest

### Predklasični period 2000. pr. Kr. - 300.
Prva naselja Maya pojavljuju se u prvom ili drugom tisućljeću pr. Kr. Do oko 500. pr. Kr. osnovana su mayanska glavna središta u središnjim nizinama, poput Nakbe i El Mirador. Arheološkim istraživanjem pronađena su i naselja iz istog razdoblja na južnim visoravnima i na sjevernim dijelovima Yucatana.

### Klasični period 300. – 900.
Maje nisu nikada stvorile unitarnu državu, već je njihovo carstvo bilo podijeljeno na brojne gradove-države od kojih su neke privremeno imale supremaciju nad drugima ili bili povezani u saveze gradova.
Tokom klasičnog perioda Maje su bili na svome vrhuncu, njihovi gradovi bili su povezani mrežom cesta od kojih su neke još u upotrebi. Neki od najznačajnijih gradova su Comalcalco, Palenque, Copan, Altun Ha, Calakmul, Uaxactún i Quiriguá i Tikal. U zemlji Maja živjelo je tada oko 2,000,000 ljudi. Najveći i najraskošniji grad Tikal imao je između 75,000-100,000 stanovnika. Kako je raslo stanovništvo, tako je rastao i broj nezavisnih gradova-država. Plemstvo ovih nezavisnih država međusobno se ženilo, ali i ratovalo.

### Postklasični period 900. – 1500.
Vidjeti članak Mezoamerička kronologija.
Postklasični period početak je kraja opstanka civilizacije koja se održala tek na Yucatánu. U ovom vremenu javljaju se Nahua-Tolteci i njihovi gradovi dolaze pod toltečki-utjecaj. Postoje osnovane sumnje da su majanska porodica ili pleme Tutul-Xiu, kao i značajno majansko pleme Itzá po krvi Nahue ili Tolteci. Dolazi do ratova unutar majanskih porodica Tutul-Xiu, Cocóm i Itzá.
Održala su se tri značajna grada: Mayapan (porodica Cocom), Chichen Itza (Indijanci Itzaes) i Uxmal (porodica Xiu).  Uxmal se nalazi 78 kilometara južno od Méride. Većina objekata sagrađena je između 700. i 1100. godine. Kronike Maya nam govore da ga je oko 500. podigao Hun Uitzil Chac Tutul Xiu.  Grad je dominirao sve dok su bili u savezu s Itzáma.
Chichen-Itza dominira od 800. do 1200. godine. Kad su Španjolci došli na Yucatan grad je već bio napušten. Negdje između 1196. i 1441. grad počinje propadati, Indijanci Itza polako se povlače na područje Gvatemale kod jezera Peten, gdje žive i danas. On je središte političke, vjerske i vojne snage.
Chichen-Itza je poznata po El Castillu, Hramu ratnika, Opservatoriju, Igralištu za loptu (Juego de Pelota) i svetom bunaru ili "Cenote de los Sacrificios".
Negdje oko 1200. godine ili poslije, raskidom saveza s Chichen-Itzom dominacija prelazi u Mayapan. Uxmal počinje propadati, a porodica Xiu odlazi u novi grad Mani. Španjolskim osvajanjem Yucatana Tutul-Xiu postaju saveznici Španjolaca.
Negdje do 1550. godine u Uxmalu je još bilo nešto života, a onda je potpuno napušten.
Grad Mayapan, 40 kilometara jugoistočno od Meride i 100 kilometara zapadno od Chichen Itze postaje političko i vjersko središte jukatanskih Maja porodice Cocom. Grad se održao do 1441. kada su ih napali Tutul-Xiu i Itze. Sukob je trajao do 1461. kada je grad osvojen i pobijeni svi Cocome; preživio je samo jedan Huanac Ceel-ov sin koji je bio na putovanju.

### Post-Kolumbovo doba
Dolaskom Španjolaca na Yucatan (1520.) završava slobodan život ovog naroda koji već živi po džunglama. Godine 1524. Španjolci na čelu s Pedrom de Alvaradom bez poteškoća su pokorili južni dio poluotoka, 1528. sjeverni je dio zauzeo Francisco de Montejo. Osvajanje Yucatana dovršeno je 1546., no Maye su i dalje pružale otpor Španjolcima.
Godine 1697. pada i posljednja mayanska prijestolnica Itza (Taysal nel Peten). Unatoč tomu, sukobi starosjedilaca s kolonijalnim osvajačima nastavljale su se i u 19. stoljeću.
Godine 1851. Maje podižu ustanak na Yucatanu čije je sjedište selo Chan-Santa-Cruz, ove Indijance danas poznajemo kao Santa Cruz ili Cruzob Indijance. Vođeno je više neuspjelih ekspedicija protiv ovog naroda sve do 1910. godine. Godine 1854. bitku je izgubio Valladolid, više od 2.000 bijelaca je masakrirano.
Godine 1860. pukovnik Acereto s 3.000 ljudi napao je Chan-Santa-Cruz, izgubio je 1.500 ljudi, ranjene koje je ostavio izmasakrirani su. Nevolja je bilo i s Icaiche Indijancima koji su 1860. godine ratovali protiv Meksikanaca, Cruzoba, i izvršili invaziju na Britanski Honduras. Dobro poznati Marcos Canul poveo ih je 1870. i zauzeo Corazal Town i napao 1872. Orange Walk Town. Canul je poslije bio svrgnut, a novi Icaiche vođa obećao je prijateljstvo Britancima.
Dne 1. veljače 2018. godine u gvatemalskim prašumama arheolozi su otkrili preko 60 000 majanskih građevina.

## Znanost
Narod Maja (Grci Novog svijeta) postigao je visoka dostignuća u matematici, astronomiji (imali su kalendar kojega ni današnji ne nadmašuje), građevinarstvu, umjetnosti i imali su svoje pismo. Zbog toga ih često smatramo najrazvijenijom civilizacijom Novoga svijeta.
Maye su se prilikom zabilježavanja datuma koristile glifovima, ali i brojevima, tako da je svaki glif mogao biti zabilježen i brojčano. Razvili su jedinstveni matematički sustav brojeva, prema kojemu se jedinice označavaju točkama, a crte se koriste za pet jedinica. Brojeve su zapisivali vodoravno, ali i okomito. Poznavali su i upotrebljavali nulu, a njihova je pozicijska vrijednost brojeva bila veoma slična dekadskoj.
U Mayanskom brojevnom sustavu pozicijska vrijednost broja raste od nižeg reda prema višem. U prvom redu (najnižem) pišu se brojevi u vrijednosti do 19, u drugom u vrijednosti do 20, u trećem do 400 itd. Slika 29. prikazuje broj 2 472. Broj se čita od gornjeg reda. Točka i crta u prvom redu predstavljaju broj 2 400 (6 X 400), tri točke u drugome redu predstavljaju broj 60 (3 X 20), a dvije točke i dvije crte broj 12. Kada zbrojimo sva tri broja (2 400 + 60 + 12) dobijemo broj 2 472. Maye su pomoću ovakvih brojevnih zapisa izvodile računske operacije zbrajanja i oduzimanja, a u računanju na ravnoj površini pomagali su si zrncima kakaa. Moderna istraživanja dokazala su da se ovakvim brojevnim zapisom mogu izvoditi i računske operacije množenja i dijeljenja.

### Zvijezde i vrijeme
Maye su i veliki astronomi koji su, zahvaljujući promatranju neba i računanju, uspjeli napraviti solarni kalendar. Astronomi naroda Maya promatraju nebo golim okom. Bilježe kretanja zvijezda i planeta: Sunca, Mjeseca, Venere. Na taj način mogu predvidjeti datume ili događaje (pomrčine, ravnodnevnice) koje najavljuju dolazak novoga boga zaštitnika.
Solarni kalendar Maya činio je ciklus od osamnaestodnevnih razdoblja koji su se množili s dvadeset (prema tome je 18 x 20 davalo 360 dana). On dijeli vrijeme na dane (kin), mjesece od 20 dana (uinal), godine (tun) i dvadesetoljeća (katun). Svaki novi "katun" prigoda je za veliku svečanost u čast boga koji predstavlja to doba, ali i svečanost pod nazivom Tzolkin koja se održavala povodom nove godine. Zbog neobične prirode kalendara samo su četiri boga mogla ponijeti teret nove godine: od njih su dvojca, bog kukuruza Kan i bog kiše Muluc, donosila sreću, a druga dvojca (Ix i Cauac) bili su glasnici nesreće.
Mjeseci su: Pop, Uo, Zip, Zotz, Tzec, Xul, Yaxkin, Mol, Chen, Yax, Zac, Ceh, Mac, Kankin, Moan, Pax, Kayab, Cumbu i Uayeb.
Dan se kod Maya zove kin. 
- 20 kina = 1 uinal
- 18 uinala = 1 tun (360 dana)
- 20 tuna = 1 katún (7,200 dana)
- 20 katúna = 1 baktún (144,000 dana)
- 20 baktuna = 1 piktun (2.880.000 dana)
- 20 piktuna = 1 kalabtun (57.600.000 dana)
- 20 kalabtun = kinchiltuna (1.152.000.000 dana)
- 20 kinchiltuna = alautun (23.040.000.000 dana)
- 20 alautuna = hablatun (460.800.000.000 dana)

Dodavali su još pet dana "van" kalendara kako bi stvorili godinu, u terminologiji Maya Haab. Tijekom tih "vankalendarskih dana", koje su nazivali Uayeb, Maye su pazile da ne zaspe, ne svađaju se i ne spotaknu u hodu. Vjerovali su da će ono što učine tada raditi uvijek, pa su se držali kuće i pazili da ne obave kakav težak posao ili učine što neugodno, da to ne bi morali obavljati dovijeka.
Obredni kalendar ili Tzolkin, što znači «raspodjela dana», sastoji se od dva razdoblja jedno od trinaest dana, a drugo od dvadeset (Kin), a sveukupno je imao 260 dana. Svakom danu prethodi jedan broj od 1 do 13. Na ovaj način broj i dan nisu mogli da se poklope dok ne navrši godina od 260 dana. Tzolkinom su šamani određivali dane radova u polju, ali i dane obrednih svečanosti.
Treći kalendar poznat kao Duga računica sastojao se od neprekidnog brojanja dana od početka sadašnjeg doba, 13. kolovoza 3114. pr. Kr. Nadnevci u ovom kalendaru obično sadrže pet brojeva od kojih prvi označava skupove od četiristo godina, drugi skupove od dvadeset godina, treći godine (svaka po 360 dana), četvrti broj mjeseci i peti broj dana.
Maye su smatrale dane živim bićima, zapravo bogovima. Tako je vrijeme bilo personificirano sasvim konkretno. Svaki dio vremena - dan, mjesec, godina - bio je određeni predmet ili entitet, a nosili su ga božanski glasnici koje su predstavljali brojevi. Na hijeroglifima su glasnici prikazani sa svojim teretom, breme drže remenom ovješenim oko čela i tako mogu prevaliti dugi put, a da se ne umore. Na hijeroglifima su i bogovi noći koji nastupaju kad se dan ugasi.

## Pismo
Pismo Maja kombinacija je fonetskih simbola i ideografa.
Hijeroglifsko pismo Maya nam je u većini slučajeva teško razumljivo ili nerazumljivo jer su španjolski svećenici prilikom pokrštavanja spalili znatan broj kodeksa i tako nas lišili nenadoknadivih povijesnih izvora da bi sebi olakšali posao.
Biskup Diego de Landa pokušajući proširiti kršćanstvo opisao je Mayama vjeru. Maye su bile toliko fascinirane idejom razapinjanja boga da idući put kad je biskup došao u grad vidio je djecu razapetu na križ posvuda. Biskup je bio toliko ljut da je naredio da se sve knjige, sav rad prevadjanja, spali. Diego se ipak kasnije pokušava iskupiti djelom "Relacion de las Cosas Yucatan" u kojemu je napisao izvješće o Mayama s mnogo korisnih obavijesti, ali nedovoljnim za potpuno shvaćanje te civilizacije i njezinog razvoja.
Maye koriste crteže četvrouglasta oblika, glife. Ti znakovi predstavljaju stvari, životinje, bogove. Drugi glifi, nešto lakši označavaju priloge, prijedloge, pridjeve. Pisači kombiniraju glife oblikujući kratke rečenice. Možemo razumjeti trećinu njihovih glifičkih znakova, a često nam je nepoznata njihova misaona povezanost. Dešifrirano je samo 800 mayanskih ideografa (odnosno znakova od kojih svaki označuje cijeli pojam).
Maye su pisale na kori smokvinog drva, na vlaknima agave ili jelenskoj koži koju su savijali u obliku harmonike. Spisi su dugački oko 5 m i široki oko 80 cm, a izgledaju poput albuma s listovima na preklapanje s mnogobrojnim slikama. Sačuvala su se samo tri kodeksa: Codex Dresdensis , Codex Peresianus  i Codex Tro-Cortesianus . Pisani su glifima, a sadrže neke podatke o bogovima Maya.
Pismo mayskoj civilizaciji ponajprije služi za bilježenje datuma i zvijezda, zapisivanje svećenskih proročanstava. Ponekad se zabilježi kad jedan vođa zarobi drugoga, pa kakva ženidba ili nečija smrt. Maysko sveto pismo postalo je ukrasom. Kleše se u kamen stećaka, žrtvenika, stuba. Također se gravira u nakit, školjke, kosti pa čak i crta na lončariju, drvene stupove i zidove.

## Umjetnost
Raznolikost civilizacije Maya odrazila se i na izgled njihovih gradova. Grad je prije svega urbani centar, planiranog rasporeda, organiziran, reguliran određenim normama, sa strukturama javnog karaktera koje prihvaćaju stanovništvo različitih uloga i zanimanja. Grad Maya je antiteza svemu ruralnom, on je središte vlasti i urbanog života. To je mjesto sastanka ljudi, razmjenjivanja usluga i materijalnih dobra. Arhitektonski kompleksi potiču maštu toliko da se u čovjeku probudi znatiželja kako su tako velike kamene blokove mogli rezati s takvom točnošću, kako su ih bojali, kako su ih prenosili do gradilišta, jer nisu poznavali kotač.
Građenje spomenika bilo je za stare Maye - religija. Veliki broj pitanja u svezi s njihovom kulturom predstavlja zagonetke za arheologe, ali je pouzdano utvrđeno da se radi o najraznovrsnijim i najprofinjenijim spomenicima arhitekture u povijesti (veoma često Maye nazivaju Grcima Amerike). Majanske piramide su tako akustične da se šapat čuje 170 m nadaleko. U piramidi El Tajin u Meksiku postoji 365 niša, svaku od njih Sunce obasja samo jednom u godini. Piramida Kukulcana u Chichen Itzau predstavlja svojevrstan astronomski sat koji obilježava dolazak zimskih i ljetnih solsticija te proljetnih i jesenskih ekvinocija. Kad u tim danima sunce padne na piramidu, dobiva se prikaz zmije koja se penje odnosno silazi niz njenu površinu načinjenu od 91 stube na svakoj od četiriju strana piramide. Zajedno s platformom na vrhu piramide, ova četiri stubišta predstavljaju 365 stuba, odnosno godišnji kalendar.
Slikarstvo, s istančanim osjećajem za boje, i profinjeno izvedena kiparska djela najčešće su u službi arhitekture. Arhitekturu obogaćuju prvenstveno reljefi(kiparsko djelo kod kojeg se likovi i predmeti uzdižu s površine, s kojom su čvrsto vezani. Reljefi služe za dekoraciju i raščlanjivanje građevina, odnosno predmeta te mogu biti izvedeni u
kamenu, kovini, bjelokosti, keramici, gipsu, drvu ili umjetnim materijalima. Prema stupnju ispupčenosti razlikuju se vije vrste reljefa :niski reljef ili bareljef te polureljef ili visok reljef) u kojima su do najveće oštrine izraženi kontrasti svjetla i sjene. Kompozicije reljefa su harmonične i kompaktne; cijele su plohe ispunjene, često pompozno i gotovo na «barokni» način, s precizno izvedenim finim detaljima. Kamen kojim su obložene neke konstrukcije, skulpture i mozaici pomno su obrađeni. Svi su monumenti bili obloženi slojem stucca na kojeg se nanosila boja, najčešće crvena.
Motivi upotrijebljeni kao simboli malobrojni su i možda se čak čine monotonima, sve dok ne počnemo tragati za njihovim dubljim značenjima. Stalno se pojavljuju školjke, dragulji, cvijeće, ptice, kukuruz, srce, strijele, kaktusove bodljike; ali se ti motivi vješto iskorištavaju da bi se stvorili svi pojmovi potrebni za duboku filozofiju i potpunu kozmologiju.
Stele su kipovi koji predstavljaju čudne likove okružene hijeroglifima i simbolima. Kao arhitektonski ukras koristile su se skulpture s bareljefima u kojima se često pojavljivala ljudska figura koja je tijekom vremena postajala sve više naturalistička. Likovi koji su prikazani na stelama najčešće prikazuju bogove, ali i vladare koje su smatrali božanstvima. Stele su bogato ukrašene simbolima vjerske i političke moći prikazanog lika, toliko da prelaze u kič.

## Život i običaji Maja
Maye su imale nekoliko imena. Prvo, vlastito ime, zatim očevo prezime, pa majčino prezime. Dječaci su pomagali očevima u polju i ostalim poslovima, dok su djevojčice ostajale s majkama kod kuće i pomagale s domaćinstvom.  Obredom inicijacije adolescenti su prelazili u odraslu populaciju. Ceremoniju je predvodio šaman, koji je molio nad djecom. Adolescenti su prinosili darove šamanu u perju i kakau. Nakon obreda inicijacije priređivalo se slavlje.
Prilikom sklapanja braka, veoma se pazilo da mladenci nisu u krvnom srodstvu. Poštivali su monogamiju, ali je držanje konkubina (priležnica) bilo dozvoljeno, a odobravali su i razvod. Udovac ili udovica imali su pravo stupiti u novi brak nakon što je prošla godina dana od pokopa pokojnog supružnika.
Maje su bili obrađivači tla u tropskoj kišnoj šumi, do polja su vjerojatno dolazili sistemom 'posijeci-i-spali' (slash and burn). Uzgajao se kukuruz, grah, čili-papričice, pamuk, kakao, 'maguey', rajčica i drugo. Njihove obiteljske farme poznate su kao 'milpa'. Maje su bili i vješti lovci i ribari, mesa su ipak jeli malo, većinom na svečanostima.
Zanimljivo je da su stare Maye smatrale znakom ljepote «gledanje u križ». Status se također izražavao piercinzima na ušima, nosu, te različitim ornamentima na tijelu. Često pripadnici višeg statusa svoje zube ukrašavali žadom i drugim svetim kamenjem. Treba spomenuti da je kod Maya bila uobičajena deformacija lubanje. Visoko i ravno čelo također je smatrano znakom ljepote. Ravno čelo postizali su vezivanjem dasaka na čelu dojenčadi (dok kosti lubanje još nisu bile u potpunosti spojene), koje su ostavljali vezane danima. Socijalni status razlikovao se i po načinu oblačenja.
Klasno društvo je zasigurno postojalo, uz plemstvo i svećenstvo bili su tu i (plebejci) razni zanatlije, majstori u obradi kamena, žada, i puka koji je obrađivao zemlju. Provincijalni dostojanstvenici potjecali su od 4 plemićke obitelji. Vođe gradova i sela bili su nižeg ranga, i nisu pripadali kraljevskoj krvi. Klanski sistem je postojao, a nasljeđe se računalo po muškoj liniji. Što je čovjekov status na društvenoj ljestvici bio viši, to je njegova kuća bila bliža obrednom centru grada, iako puk nije živio u samome centru. Najnižu klasu činili su robovi koji nisu imali nikakvih prava. Položaj, zemlja i robovi bili su nasljedni. Kriminal je kažnjavan smrću.

## Vjera
Maye, baš kao i Asteci, misle da su bogovi više puta uništili svijet. Kako se to opet ne bi dogodilo, pokušavaju umilostiviti božanstva darovima i žrtvama. Maye vjeruju u bogove koji su utjelovljenje prirodnih elemenata kao što su sunce, kiša, kukuruz. Legenda tvrdi da su prvi zemaljski žitelji bili Sunce i Mjesec. Često su se međusobno svađali. Mjesec je manje sjajan od Sunca zato što mu je Sunce izvadilo jedno oko kako bi ga kaznilo za nevjeru. Božanstva šalju kišu mućkajući ogromne tikve pune vode. Istresu li odjednom njihov sadržaj, izazivaju pravi potop. Kad su ljuti, šalju tuču i oluje. Jedna neobična vjerska svetkovine okuplja dvije igračke ekipe. Igra se sastoji u tome da se teška lopta od kaučuka pokušava baciti kroz kameni prsten. Lopta se ne smije dodirivati ni rukama ni nogama, već samo ramenima, koljenima i bokovima. Utakmica je oštra i dolazi do mnogih sudara. Kapetan ekipe koja doživi poraz žrtvuje se bogovima. On s ponosom daje svoju krv za dobro bogova i ljudi.
Majanska religija je bila politeističkog tipa s raznovrsnim panteonom. Od majanskih bogova istaknuti su Kinich Ahau ili "Suncoliki gospodar", Chac, bog kiše, groma i munje i Hun Hunahpu, bog kukuruza (ostali bogovi: Ek Chuah).
Kralj je također štovan kao bog, a štovao se i jaguar za kojega se vjerovalo da ima natprirodne moći. Podzemni svijet naroda Maya poznat je kao Xibalba ili "Mjesto strave". Dva glavna gospodara podzemnog svijeta su 1. Smrt i 7. Smrt, a u njihovoj pratnji su raznoliki demoni s imenima kao Gulitelj krasta, Sakupljač krvi, Demon Gnoja, Demon Žutice i Lubanja Žezlo.
Pernata Zmija je božanstvo koje se često javlja u mitovima Maya. To je hibridna i mistična životinja, a predstavlja kozmičko načelo dvojnosti: ono što gmiže i ono što leti u istom simbolu. Poznata kao Quetzalcoatl (Quetzal-co-atl) ili Kukulcan glavno je božanstvo meksičkog panteona. Kukulcan je bio boje nefrita ili nekog dragog kamena.  Bio je bog vjetra, te Božji glasnik i čistač cesta. On je otkrio kukuruz i tako omogućio stvaranje ljudskog roda. Njegovo je srce proždro krijes što ga je sam zapalio, a onda je uzneseno i postalo planet Venera. Kukulcan je božanstvo kojemu se pripisivalo stvaranje čitavog čovječanstva i bilo je sigurno više povijesnih ličnosti s njegovim imenom jer su doživjeli prosvjetljenje.
- Ah Puc - bog smrti
- Ahau Chamahez - jedan od bogova iscjeliteljstva
- Ahmakiq - bog usjeva koji se bori s vjetrom koji ih pokušava uništiti
- Akhustal - božica rađanja
- Bacabi - četvorica bogova-braće u liku jaguara koja drže nebo, djeca Ixchel i Itzamna; svaki od braće vlada po godinu dana, nakon čega se vlast prenosi na drugog od braće, te ih se vezuje u strane svijeta i pripadajuće im boje
- Chac - jukatanski bog kiše koji ima veoma dugačke noge, vezuje ga se uz stvaranje i život, njegov lik podijeljen je na četiri dijela od kojih svaki predstavlja jednu stranu svijeta, poznat i kao Chac Mool, nakon španjolskih osvajanja povezuje ga se s kršćanskim svecima
- Cit Bolon Tum - jedno od božanstava iscjeliteljstva
- Cizin ili Kisin - bog smrti i potresa i vladar podzemnog svijeta, prikazuje se kao zlo božanstvo koje ruši drveće koje je zasadio kišni bog Chac, najčešće ga opisuju kao boga-kostur koji pleše i puši cigarete, oko vrata nosi ogrlicu od ljudskih očiju, nakon španjolskih osvajanja ovo su božanstvo počeli poistovjećivati s vragom u kršćanstvu
- Ekahau - božanstvo trgovaca i putnika
- Gucumatz - u Quiche Maja koji nastanjuju područje visoravni Gvatemale stvoriteljsko božanstvo koje se naziva i Pernatom zmijom, nalikuje toltečkom i astečkom Quetzalcoatlu
- Hunab Ku - božanstvo koje je stvorilo Yucatan
- Itzamna - Kućna iguana, sin jukatanskoga boga Hunab Kua, gospodar neba i kulture
- Itzamna - vladar dana i noći, odnosno neba koji se vezuje i uz Sunčeva boga Kinich Ahaua te uz boga stvoritelja Hunab Kua; vezan je uz strane svijeta gdje je istok predstavljen crvenom, sjever bijelom, zapad crnom, a jug žutom bojom; ovo božanstvo poučilo je ljude pisanju i uporabi kalendara, a i zaštitnik je ljekarništva; njegova žena je Ixchel
- Ix Chel ili Ixchel - Mjesečeva boginja u liku starice koja nosi haljinu od kostiju, a u ruci drži zmiju, njen muž je Itzamna i ona zapravo predstavlja blažu žensku stranu ovog božanstva; mjesečeve faze bile su bitne u životu Maja, znali su kako 149 mjesečevih mjeseci traje 4 400 dana što znači da je 29.5302 dana bila duljina mjesečeva mjeseca; ovi dokazi nađeni su u zapisima u Copanu, dok su neznatno drukčiji proračuni pronađeni u Palenqueu u kojem se računalo da mjesečev mjesec traje 29.5308 dana, suvremeni proračuni ustanovili su da je točna cifra 29,53059 dana; njen pomoćnik je nebeska zmija koja u svom trbuhu nosi vodu ili se prikazuje s vrčem vode u ruci; istrese li vrč, poplave i kiše obruše se na Zemlju; pokroviteljica je ženskih zanata
- Ah Kinchil - bog Sunca
- Ixtab - božica samoubojstva koja se prikazuje s užetom zavezanim oko vrata; obzirom na ljudska žrtvovanja i žrtvovanja dragovoljaca logično je da su samoubojstva poticana i ohrabrivana, zato se vjerovalo da su samoubojice zajedno sa žrtvovanima i umrlima netom po rođenju jedine osobe koje će nakon smrti dospjeti u raj gdje će se okupiti pod rajskim stablom Yaxchelom; samoubojstva su stoga bila česta, svi koji umru prirodnom smrću idu u pakao
- Kan-u-Uayeyab - božanstvo koje čuva gradove
- Kinich Ahau - poznat i pod imenom Ah Xoc Kin, ovaj bog Sunca nalikuje leopardu, bio je zaštitnik grada Itzamala kojega je posjećivao prema legendi svakog dana u podne
- Kinich Kakmo - bog Sunca
- Kukulcan - bog vjetra prikazan u obliku pernate zmije, nazivaju ga i Bolon Tzacab, bog je preminulih plemenitaša, bog-stvoritelj i time pandan toltečkom Quetzalcoatlu i Gucumatzu u Quiche Maja
- Nacon - bog rata
- Tohil - božanstvo munja i gromova u Quiche Maja, Tolteci ga poznavali pod imenom Tlaloc
- Tzultacaj ili Tzuultaq'ah - bog planina i dolina Kekchi Maja
- Yum Cimil ili Ah Puch - božanstvo smrti u liku kostura, čuva pakao odnosno Mitnal u koji svi odlaze kad umru
- Yum Kaax - božanstvo kukuruza, Gospodar šuma, Tolteci ga poznavali pod imenom Cinteotl
- Yumil Kaxob - bog bilja i kukuruza uvijek prikazivan kao vrlo mlado božanstvo, sam nije imao osobitih moći jer je ovisio o kiši i poplavama pa traži utjehu od boga kiše skrivajući se od boga smrti

### Vjerski obredi
Maye, baš kao i Asteci, misle da su bogovi više puta uništili svijet. Kako se to opet ne bi dogodilo, pokušavaju umilostiviti božanstva darovima i žrtvama. Maye su bogovima pridonosili darove ovisno o potrebama naroda. Darovi su najčešće bile plodine, ptice, razne životinje, dragocjenosti, a ponekad i «sveta esencija», ljudska krv. Ljudi su zasjekli svoje tijelo, pustili krv i spremali ju u posebne posude (ponekad izrađene u obliku jaguara) kako bi ju poslije ponudili bogu. Smatralo se da puštanje krvi, između ostalog, donosi pročišćenje.
Među Mayama ljudsko žrtvovanje nije bio svakodnevni događaj, ali smatralo se od velike važnosti za velike rituale, primjerice za inauguraciju novog vladara ili posvećenje hrama ili loptališta. Žrtve su najčešće bile ratni plijen. Ratni zarobljenici nižeg socijalnog statusa postajali su robovi, dok su se zarobljenici višeg statusa pridonosili bogovima kao dar. Žrtvovanja su se odvijala na loptalištima ili na platformama hramova, a njima su predvodili šamani. Najčešće je vođa gubitničke ekipe žrtvovan odrubljivanjem glave. Žrtvovanja ljudskog srca postala su osobito popularna tijekom post- klasičnog perioda gradovima na sjeveru Yukatana, nakon snažnog utjecaja ratničkog naroda Tolteka iz središnjeg Meksika. Žrtve bi (piše profesor Milton Carter) obojili u plavu boju i odveli na sam vrh piramida gdje bi čekala četiri svećenika nazivana Chac (u čast kišnog boga), Chac Xib Chac, Zac Xib Chac, Ek Xib Chac i Kan Xib Chac, također obojena plavom bojom, gdje bi im svećenik s titulom nacom pomoću noža od opsidijana otvarao grudi i vadio srca koja su još kucala. Za to vrijeme žrtvine ruke i noge su držali drugi svećenici koji su ponekad nosili maske mayanskih bogova, najčešće Chaca, boga kiše. Nacom bi zatim srce dao svećeniku-chilan-u (jaguaru), koji bi krvlju poškropio idola. U nekim je gradovima poput Chichen-Itze postojaoi kip nazvan Chacmool koji je držao posudu u koju su se stavljala svježa ljudska srca. Nakon toga bi tijelo žrtve koje se još micalo bacili niz stepenice piramide, vjerujući kako na taj način žrtva još više daje svoju krv bogovima.

## Pelota
Ritualna igra pelota (španj. lopta) igrala se na pravokutnom popločenom igralištu zvanom tlachtli. Cilj igre bilo je gurnuti tvrdu gumenu loptu (veću od košarkaške lopte), koja je simbolizirala Sunce, Mjesec ili zvijezde, kroz obruč, koji je simbolizirao suton, zoru, ekvinocij ili solsticij. Igrači su loptu smjeli odgurati bez upotrebe šaka,  podlakticom, koljenom i bedrom, što je dodatno otežavalo igru. Utakmica je oštra i dolazi do mnogih sudara. Igrači su odjeveni u tipičnu zaštitnu odjeću – pojaseve, steznike za struk i bokove, štitnike za koljena i zglobove, te šarolike ukrase za glavu. Kapetan ekipe koja doživi poraz žrtvuje se bogovima. On s ponosom daje svoju krv za dobro bogova i ljudi.

## Maja Indijanci danas
Maje su danas narod koji živi od poljoprivrede, mnogi još žive u džunglama kao Lacandoni (njih par stotina) i Yucateci na Poluotoku kojih ima oko 300.000. Svih skupa Maya-govornika (znači u širem smislu) ima oko 6.000.000. Po ovakvom računu najveća su grupa sjeverno od Perua. Tkalaštvo, košaraštvo, lončarstvo, izrada slamnatih šešira i još koješta obrti su kojima se bave.
U religiji prakticiraju kršćanstvo zapadnog tipa, ali s podosta sinkretističkih elemenata poput većine domorodačkih naroda Latinske Amerike.

### Život seljaka
Poljoprivreda je najvažnije zanimanje mayanskog naroda. Zemlja se poštuje poput božanstva. Maye znaju da njihov opstanak ovisi o njezinim plodovima. Valja najprije iskrčiti šumu, potom napraviti terase kada je nagib preoštar, spaliti panjeve koji su ostali iza posječenih stabala i zasaditi kukuruz. Večer uoči žetve seljaci poste. Na krajevima polja pospe se zrnje i zapali tamjan. Seljaci time zazivaju zaštitu bogova. Kukuruz smatraju božanskim bićem i prinose mu mnoge darove. Uz svoje kolibe seljaci uzgajaju i grah, bundeve, manioku, slatki krumpir, pamuk, duhan i kakao čije im bobice služe kao novac. Svakoga dana žene pomoću velikog kamena drobe zrnje kukuruza. Potom naliju malo vode i brašno i oblikuju ga u pogaču zvanu tortilla. Satima pred svojim tkalačkim strojem izrađuju ogrtače, tunike i prekrivače. Djeca se u početku igraju kraj ženskih obiteljskih članova. Potom će dječak poći s ocem na polje, a djevojčica vrlo brzo naučiti prest pamuk od majke. U školu se šalju jedino djeca povlaštenih klasa.